# パリス・ジョンソン・ジュニア
パリス・ジョンソン・ジュニア（Paris Johnson Jr., 2001年7月3日 - ）は、アメリカ合衆国オハイオ州シンシナティ出身のプロアメリカンフットボール選手。NFLのアリゾナ・カージナルスに所属している。ポジションはオフェンシブタックル。

## 経歴

### カレッジ
オハイオ州立大学に進学し、当初はオフェンシブガードとしてプレーした。
3年目の2022年シーズンはオフェンシブタックルとしてプレーし、オールアメリカンに選出された。シーズン終了後、2023年のNFLドラフトにアーリーエントリーした。

### アリゾナ・カージナルス
| 6 ft 6+3⁄8 in (199 cm) | 313 lb (142 kg) | 36+1⁄8 in (92 cm) | 9+1⁄2 in (24 cm) | 9 ft 2 in (2.79 m) | 29 回 |
| Source:                |                 |                   |                  |                    |       |

ドラフト全体6位でアリゾナ・カージナルスから指名され、その後ルーキー契約を結んだ。

## 人物
オハイオ州立大学ではジャーナリズムを専攻しており、学生新聞の「ザ・ランタン」に記事を寄稿していた。
高校時代に自らの名を冠した慈善団体を立ち上げている。2022年にはこの団体を通じて退役軍人や学生アスリート、ホームレスの支援金として10,000ドル以上寄附し、軍隊功労賞を受賞した。
英語以外にも小学校時代から学んでいた官話、ブラジルを訪問した際に興味を持って学ぶようになったポルトガル語を話すことができる。